# Fonts baptismaux de Plénée-Jugon

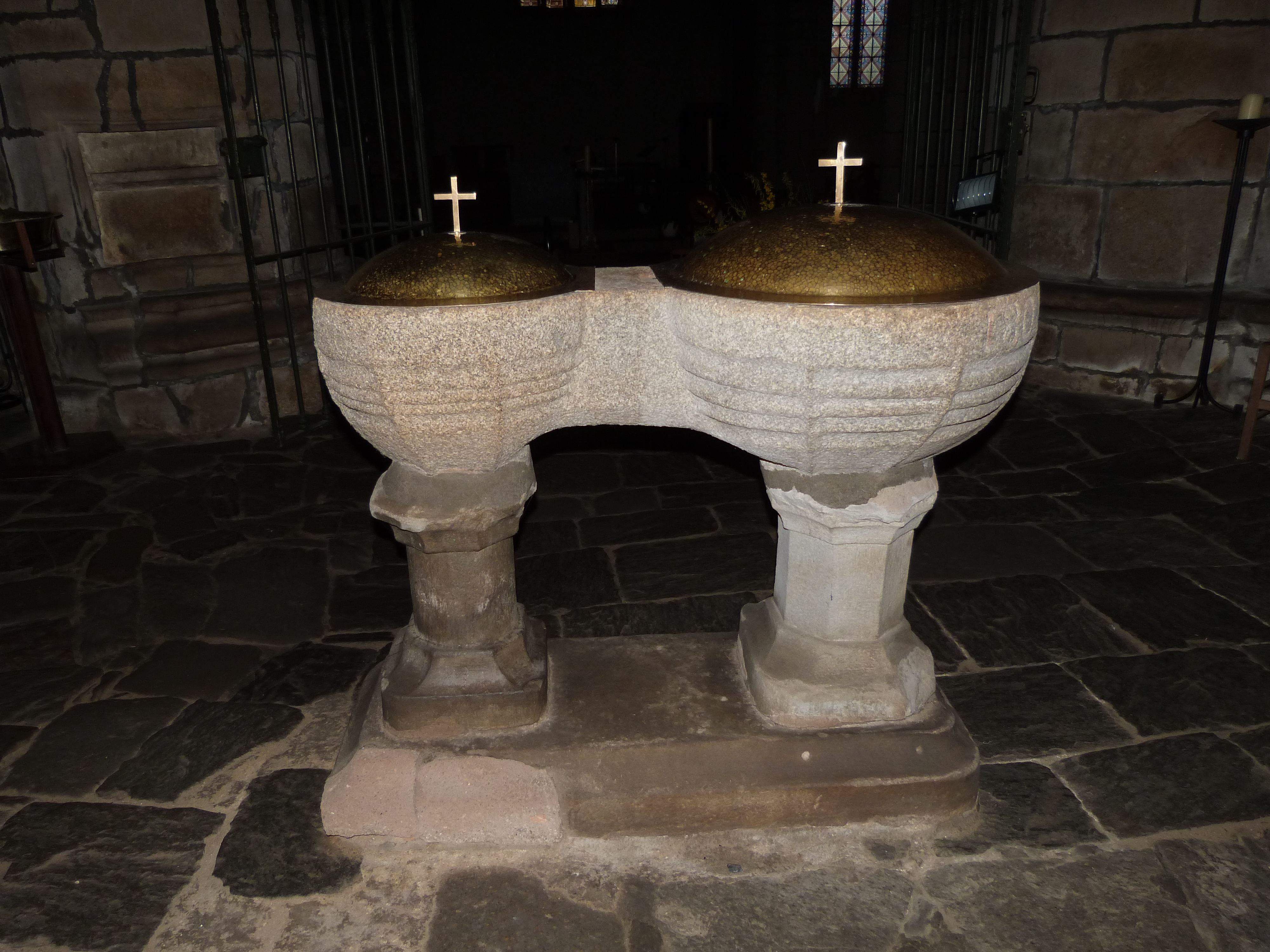
Fonts baptismaux à Plénée-Jugon

Les fonts baptismaux de l'église Saint-Pierre à Plénée-Jugon, une commune du département des Côtes-d'Armor dans la région Bretagne en France, datent du XVIe siècle. Les fonts baptismaux en granite sont classés monuments historiques au titre d'objet depuis le 23 avril 1981.